# Monumento al Alzamiento de Varsovia
El Monumento al Alzamiento de Varsovia (en polaco: Pomnik Powstania Warszawskiego) es un monumento dedicado a los combatientes que perdieron la vida durante el Alzamiento de Varsovia de 1944. Esculpido por Wincenty Kućma y diseñado por Jacek Budyn, se localiza al sur de la Plaza Krasiński, en el distrito Śródmieście de Varsovia.
El conjunto monumentístico ha sido descrito como "el monumento más importante de la posguerra en Varsovia", además de ser uno de los lugares turísticos más visitados de la ciudad según un informe elaborado en 2012 por el periódico Gazeta Wyborcza.

## Descripción
El monumento está dividido en dos secciones. La primera se ubica cerca de la calzada, y está compuesta por cuatro figuras (tres soldados y un sacerdote). Además, uno de los soldados está saliendo de una alcantarilla, puesto durante la Segunda Guerra Mundial la mayor parte de los miembros de la Armia Krajowa y de la resistencia polaca se desplazaban a través del sistema de alcantarillado de la ciudad.
La segunda sección es la más grande y agrupa a un mayor número de figuras. Alcanza una altura máxima de diez metros, aunque las personas representadas miden menos de la mitad (tres metros). Muestra a siete soldados participando en combate, huyendo de un edificio a punto de derrumbarse. Pese a tener cierto toque abstracto, algunos expertos han declarado percibir cierta similitud con escenas bélicas de películas o incluso con las pinturas históricas de Jan Matejko, mientras que otros critican el realismo socialista propio del comunismo que gobernó en la República Popular de Polonia.

## Panorámica

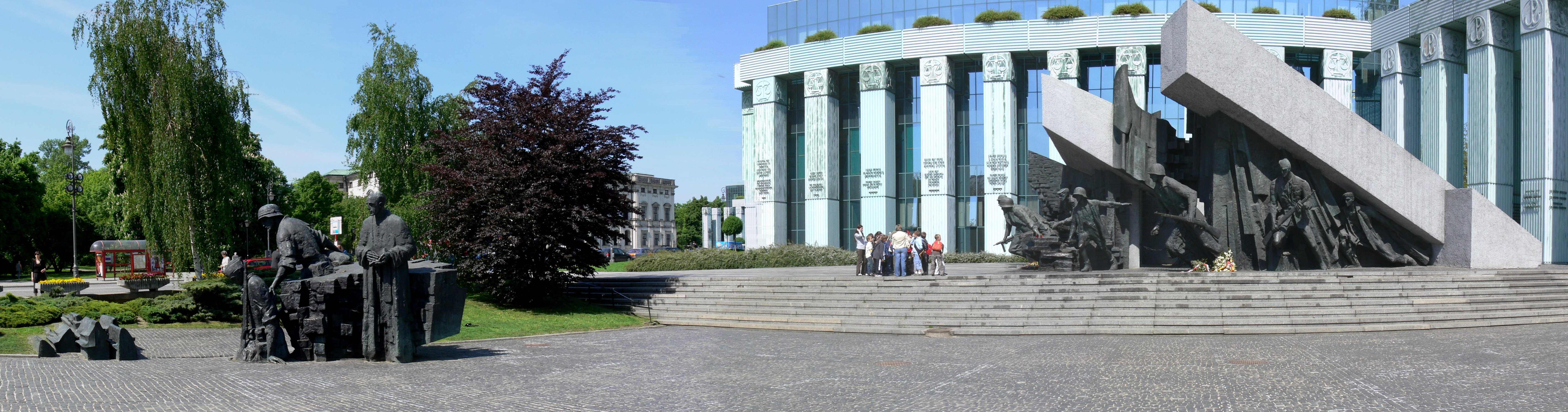
Panorama del monumento.